# Franz Marc
Franz Marc (München, 8. veljače 1880. – Verdun, 4. ožujka 1916.) bio je njemački slikar, crtač i grafičar, jedan od najvažnijih predstavnika njemačkog ekspersionističkog slikarstva. 

## Život
Franz Marc je bio drugi sin slikara Wilhelma Marca i odgojiteljice Sophie Marc. Djeca Paul i Franz su odrasli dvojezično, njihova majka je bila porijeklom iz Elzasa, a djetinstvo je provela u Savoji, francuskom dijelu Švicarske. Wilhelm Marc je svoju djecu katolički krstio, ali protestantski odgojio jer je 1895. istupio iz katoličke crkve i konvertirao na protestantizam. 
Franz Marc je razmišljao studirati teologiju ili klasičnu filologiju kao i njegov brat Paul. Kao 18 godišnjak interesirao se za književnost i filozofiju, posebno za Thomasa Carlylea i Friedricha Nietzschea.
1899. je položio maturu na Luitpold Gimnaziji u Münchenu; neko su vrijeme Albert Einstein i Franz Marc bili u istom razredu. Nakon mature se Franz Marc upisao na Filološki studij na Fakultetu Ludwig-Maximilian u Münchenu. Prije studija je bio godinu dana u vojsci gdje je donio odluku upisati se na umjetničku akademiju i slikati kao i njegov otac. 
Na umjetničkoj akademiji u Münchenu je anatomiju predavala Gabriele von Hack, a slikarstvo Wilhelm von Diez, dva slikara koja su bili predstavnici tradiocionalne minhenske škole. Marcovi radovi su na početku njegovog stvaranja sadržavali sve elemente ovog tradicionalnog stila, kompozicijski raspored i prigušene boje. Novu orijentaciju je donio boravak u Francuskoj  
S Friedrichom Lauerom, prijateljem s fakulteta je 1903. putovao diljem Francuske. Nekoliko mjeseci su boravili u Parizu, a ljeto su proveli putovanjem kroz Bretaniju i Normandiju. U Parizu je Marc provodio mnogo vremena u muzejima u kojima je kopirao slike, posebno djela antičkih slikara. Studirao je znamenitosti, često je bio u Notre Dame i promatrao gotički prozor na pročelju. Osim toga se zanimao za japanske drvoreze, njihova tehnika i kompozicija ga je impresionirala. U Parizu je po prvi put vidio djela francuskih impresionista, posebno Maneta. Nakon povratka u München je razočaran jednoličnom i tradicionalnom nastavom napustio umjetničku akademiju. 
Prvi atelije je Franz Marc uredio 1904. U to je vrijeme imao aferu s devet godina starijom Anettom Simon. Ona je bila slikarica, autorica i dobra poznavateljica umjetnosti te je imala mnogo veza i poznanstava u umjetnčkim krugovima. Ona se, poznavajući Marcovu lošu financijsku situaciju, pobrinula da Marc dobije naloge za rad, ali da i prodajom japanskih drvoreza, knjiga i različitih antikviteta popravi svoju novčanu situaciju. 
Godinu dana kasnije je Franz Marc upoznao studenticu umjetnosti Mariu Franck. Iste se godine Anetta Simon rastala od Marca, ali ostali su cijelog života u dobrim prijateljskim odnosima. 
1906. je Marc, opterećen emocionalnim problemeima i željan mira, otputovao sa svojim bratom u Solun i na Svetu Goru. Paul Marc je u meduvremenu postao bizantist i boravak u Grčkoj je bio znansteven prirode. Nakon ovog putovanja se Franz Marc povukao raditi u rodno mjesto, Kochel am See. Dvije žene su ga tamo slijedile, slikarice Maria Franck i Marie Schnür. 
Imali su Ménage-à-trois u kojoj se Marc sve više okretao jedanaest godina starijoj Marie Schnür. Oni su 27. ožujka 1907. sklopili brak. Još istog dana je Marc otputovao sam u Pariz gdje je vidio djela Vincenta van Gogha i Paul Gauguina. O svojim dojmovima je napisao pismo Mariji Franck. Godinu dana kasnije se Franz Marc razveo od Marie Schnür i pošto ga je ona optužila zbog nevjere nije se po ondašnjem zakonu mogao ponovo vjenčati.

## August Macke i Bernhard Köhler
August Macke se oduševio dvijema litografijama Franza Marca i tim ga je povodom posjetio sa svojim rođakom, slikarom Helmuthom Mackeom te prijateljem, također slikarom, Bernhardom Köhlerom. Za Marca je to bio prvi susret s istomišljenim umjetnicima. 1912. je nastao prvi zajednički rad, velika zidna slika Paradies (Raj).
August Macke i Franz Marc su bili prijatelji čitavog života, dopisivali su se izuzetno intenzivno o različitim pitanjima iz teorije umjetnosti. Bernhard Köhler je nekoliko slika Franza Marca poslao svom ocu koji se oduševio Marcovim radovima. Ubrzo je Bernhard Köhler senior posjetio slikara u njegovom atelijeu i kupio 1905. nastalu sliku Der tote Spatz (Mrtvi vrabac).
Slika se nalazila na Marcovom radnom stolu, umjetnik se od nje vrtlo teško rastao. Ta je slika bila prva u bogatoj zbirci Bernharda Köhlera seniora.
Osim toga je Bernhard Köhler finacijski podržavao Marca koji je živio na egzistencijalnom minimumu, slao mu je mjesečno 200 Maraka, za uzvrat je dobio polovinu svih slika nastalih u tom periodu. 
1912. je Marc imao prvu izožbu u Braklovoj galeriji. Izložio je više od 30 slika, gvaša i litografija. Još uvijek je pokušavao sklopiti brak s Mariom Franck, otputovali su u London da bi se tamo po engleskom zakonu vjenčali, ali bez uspjeha. Usprkos tome su se od tada nazivali ženom i mužem.

## Minhenski krug – Neue Keunstlervereinigung München
U prosincu 1909. je Marc nekoliko puta vidio prvu izložbu Minhenskog kruga. U rujnu sljedeće godine je bila druga izložba na kojoj je izlagalo 29 umjetnika, između ostalih Pablo Picasso, Georges Braque i Georges Rouault. Javnost i mediji su kritizirali obje izložbe. Marc je napisao pohvalni i pozitivni izvještaj kojeg je poslao galeristi Tannhauseru. 1911. je Marc upoznao Vasilija Kandinskog i Gabrielu Münter. Zajedno s njima i slikarima Alexejem von Jawlensky i Helmutom Mackeom posjetili su konzert Arnolda Schöneberga u Münchenu. Pod utjecajem nove muzike je Kandinski izradio sliku Impression III (Konzert). 
4. veljače je Franz Marc postao 3. presjedavajući Minhenskog kruga. Nekoliko mjeseci kasnije su problemi između grupe uz Kandinskog i ostalih članova kulminirali konfliktom oko slike Kandinskog koja je zbog njezine veličine odbijena za sljedeću izložbu. Vasilij Kandinsky, Gabriele Münter, Franz Marc i Alfred Kubin su istog dana napustili Minhenski krug. 

## Plavi jahač – Der Blaue Reiter
O nastanku Plavog jahača, koji je bio jedan od najvažnijih umjetničkih pokreta u Njemačkoj, je Kandinski 1930. rekao: „Na ime Plavi jahač smo došli za stolom u vrtu u Sindelsdorfu; obojica smo voljeli plavo, Marc – konje, ja – jahače. Tako je ime nastalo samo po sebi. Čarobna kafa Marie Marc nam je nakon toga još bolje prijala.“ 
Marc i Kandinski su imali namjeru izadti godišnji almanah s imenom Der Blaue Reiter u kojem su željeli objaviti priloge o izložbama koje su održane čitave godine, te članke o različitim umjetnicima, ne samo o slikarima već i muzičarima i književnicima. 
U prvom broju Almanaha, koji je izašao u svibnju 1912., bili su objavljeni prilozi Marca o "Neobuzdanima" Njemačke (Die "Wilden" Deutschlands), David Burliuk je pisao o "Neobuzdanima" Rusije, Nicolai Kubin je u svom prilogu pisao slobodnoj muzici (Die freie Musik). Kandinski o svojoj ideji za scenografiju, njegov je članak nosio ime  "Der gelbe Klang" (Žuti zvuk), muzičar Schöneberg je pisao o muzici u relaciji prema tekstu, osim toga su objavljene reprodukcije dviju njegovih slika koje su na Marca i Kandinskog ostavili dubok dojam jer su u njima prepoznali vlastite slikarske ideje. 
Prva izložba Plavog jahača održana je 18. prosinca 1911. u Galeriji Tannhauser. Istovremeno se održavala treća izložba Minhenskog kruga na katu iznad njih. Na prvoj izložbi Plavog jahača su izložena djela 14 slikara, pored djela Franza Marca i Vasilija Kandinskog takoder i djela braće Burljuk, Campendonka, Delaunaya, Jean-Bloé Niestlé, Elisabethe Epstein, Augusta Mackea, Gabriele Münter, Henrija Rousseau i Arnolda Schöneberga. Franc Marc je izložio slike Reh im Walde (Srna u šumi) i  Die gelbe Kuh (Žuta krava). Gabriele Münter je fotografirala.
Nešto kasnije su se i umjetnici von Jawlensky i Marianne von Werefkin pridružili Plavom jahaču.
Druga izložba je bila početkom 1912., s temom "Crno-bijelo". Izložene su isključivo grafike i crteži, na izložbi je sudjelovao i Paul Klee te slikari iz umjetničke grupe Die Brücke. Franz Marc i Paul Klee, koji su se tek na ovoj izložbi upoznali, njegovali su od tada blisko prijateljstvo. 
August Macke i Franz Marc su otputovali u Pariz da bi tamo upoznali Roberta Delaunaya koji je sa slikama sudjelovao na izložbi Plavog jahača. Njegov Orfizam je August Macke u potpunosti preuzeo dok je Franz Marc koristio tek neke stilske fragmente.

## Franz Marc i Else Lasker Schüler
U prosincu 1912. je Franz Marc upoznao pjesnikinju Else Lasker-Schüler. Za Umjetnički časopis njezinog bivšeg muža, Herwartha Waldena, je drvorezom ilustrirao njezinu pjesmu Die Versöhnung (Pomirenje).
Njihovo prijateljstvo je bilo vrlo blisko, oni su se do smrti Franza Marca dopisivali crtežima i slikama, Franz Marc je preuzeo slikovite simbole pjesnikinje i uklopio ih u svoje slike čime je stvorio svojevrsnu igru poetičkog dijaloga, kako ga naziva Ricarda Dick u katalogu slika Else Lasker Schüler "Die Bilder". Na prvom konju iz "Kule" vidi se polumjesec i zvijezde, ili kako se on izrazio :" ..u kožu su urezani hijeroglifi [...] do srži". Jedinstvenost ovog prijateljstva vidi Peter Klaus Schuster u "duploj dvonadarenosti", Franz Marc u poetičkom odgovoru na pisma Else Lasker Schüler u kojima ona nije samo pisala već i crtala.
Else Lasker Schüler se u pismima nazivala Prinz Jussuf von Theben, po čarobnoj figuri iz njezine knjige "Theben", a Franz Marc je bio Der Blaue Reiter (Plavi jahač). Aquarell  Der Turm der blauen Pferde  (Kula plavih konja) bio je Novogodišnja čestitka i jedina je bojana skica 1945. nestale slike. Else Lasker Schüler je nakon Marcove smrti 1919. objavila njihova pisma u prvom djelu romana Der Malik. Posveta u romanu glasi: Mojem nezaboravnom prijatelju Franzu Marcu / Plavom jahaču / zauvijek.
3. lipnja 1913. su Maria Franck i Franz Marc sklopili brak. U pismu javlja Kandinskom: " Žao mi je da sam vas i Kleea uskratio za zabavu kumovstva na mom vjenčanju, u minhenskom matičnom uredu igraju takvu komediju, ona preizlazi granice dozvoljenog i mogućeg."
U kolovozu 1914. su se Augut Macke i Franz Marc dobrovoljno prijavili u vojsku. Kao mnogi umjetnici i intelektualci tog vremena, tako su i Marc i Macke vjerovali u pozitivnost rata. August Macke je pao već dva mjeseca kasnije. Njegova je smrt teško pogodila Marca, ali nije ništa promijenila u njegovom mišljenju. U pismima s fronta je očito da Evropu vidi kao bolesnika koji će tek ratom biti prosvjetljen i iscijeljen. Do otrežnjenja je došlo nešto kasnije. U listopadu 1915. je napisao Lisbeth Macke da je rat:"...najgnusniji ljudolov kojem smo se predali."
Početkom 1916. godine je Franz Marc uvršten u listu najznačajnih umjetnika Njemačke čime je oslobođen vojne službe. Dan prije njegovog otpusta, 4. ožujka 1916., je poginuo 20 km istočno od Verduna, u Francuskoj, pogođen krhotinama granate dok je patrolirao na konju. Sljedećeg je jutra sahranjen u parku dvorca Gaussainville.1917. je Maria Marc naložila prijenos ostataka preminulog u rodno mjesto, Kochel am See.

## Stvaralaštvo
Franz Marc je slikao i crtao uljanim bojama, gvašom, olovkom, akvarelom te je radio drvoreze. Tijekom svog kratkog života je Franz Marc naslikao 244 slika u ulju, 261 akvarela i crteža, 94 dopisnica, 8 slika na staklu, 11 skica na papiru, 11 radova o umjetnosti, 9 veziva i 15 plastika. 
Prve slike u ulju su nastale 1902. Te su slike krajolika nastale pod utjecajem naturalizma. Iz tog perioda potječe Moorhütten im Dachauer Moos, slika u kojoj prevladavaju tamnosmeđi i zeleni tonovi.
1905. je sklopio prijateljstvo s mladim švicarskim slikarom Jean-Bloé Niestléom koji je preferirao motiv životinja. Marc nije želio slikati životinje kao zloološke motive vec je njegova namjera bila njihovo biće razummjeti i prenijeti na platno. U toj je godini nastao Der tote Spatz (Mrtav vrabac). 
Njegovo oduševljenje slikama Vincenta Van Gogha se intenziviralo nakon izložbe u galeriji Brakl u Münchenu gdje je Marc pomogao pri skidanju slika po završetku izložbe. 
Pod utjecajem Vincenta Van Gogha nastala je slika Katzen auf rotem Tuch (Mačke na crvenoj marami).
Nakon boravka u Berlinu gdje je vidio djela fovističkih slikara (Henri Matisse i Kees van Dongen) nastala je slika Akt mit Katze (Akt s mačkom). Model je bila Maria Marc.
1910. je Franz Marc našao svoj stil. 
„ Pokušavam se uživjeti u drhtanje i tok krvi prirode, njezin tok u stablima, u životinjama, u zraku (..) Kako konj vidi ovaj svijet, ili orao, srna, pas? Ova naša bijedna i bezdušna konvencija po kojoj su životinje samo dio prirode kojeg ne primjećujemo umjesto da suosjetimo s dušom životinja i da ih razumijemo. (...) Mi nećemo više slikati šumu ili konja kako nam se sviđa ili kako nam odgovara već kakvi su stvarno; kako se šuma i konj osjećaju, njihovo biće iza slike koju mi vidimo. ..Moramo naučitit životinje i biljke vidjeti drugim očima, razumjeti ih i naš odnos prema njima izraziti u našoj umjetnosti". 
Marcove boje su postale svjetlije i punije, površina je naglašena bez impresionistickog rašclanjivanja boja. 
Do tada statične plohe postju dinamične, duktus kista ritmičniji. Krajolici u njegovim slikama nisu više samostalni motivi već životni prostor životinja koje stoje u središtu njegove pažnje.  One istiskuju čovjeka i preuzimaju njegovu ulogu, predstavljajući sve ono šta čovjek u Marcovim očima nije: "čist, izvoran, istinit i lijep".
" Loši ljudi oko mene (posebno muškarci) nisu bili u stanju probuditi moje istinske osjećaje, dok je nesvjesna nevinost životinja sve dobro u meni pokrenula." pisao je Marc svojoj ženi . Iz godine u godinu su slike sve jednostavnije, on reducira linije na minimum. U potrazi za onim šta je Kirchner u njegovim slikama definirao kao hijeroglife, izbjegavao je svaku slučajnost, " niti jednu liniju nije moguće izbrisati, dodati ili pomaknuti " bez da slika izgubi svoj smisao i oblik. Njegove u početku jos naturalističke boje je pod utjecajem slikara Deraina, Maurice de Vlamnick i Dougena po prvi put promijenio, njegove su boje autonomni element koji ritmički dijeli prostor. Pferd in der Landschaft (Konj u krajoliku) je prva slika u kojoj drugačije primjenjuje boje. 
Konj se nalazi na prednjem rubu slike, okrenut od promatrača, okrenut krajoliku. Konj predstavlja kontemplativnog i melankoličnog čovjeka koji je zanesen i udubljen u krajolik, motiv koji je bio karakterističan za romantiku ili jugendstil. 
Marcov umjetnički stil je minimalističan u korištenju linija i boja, niti jedina suvišna linija ne smije smetati u kompoziciji, niti jedna boja tako osamostaliti da dominacijom mijenja oblik ili kompoziciju slike. Boje je koristio po svojoj teoriji komplementarnih kontrasta. Primarne boje su imale sljedeće karakterne osobine:
Plava boja je simbolizirala muški princip, oporost i umnost.
Žuta boja je simboliziralo ženskost, blagost, vedrinu i putenost. Crvena boja je bila simbol materije, brutalna i teška. Po njemu plavo i žuto uvijek pokušavaju suzbiti i nadjačati crveno. Miješanjem boja stvorene su nove boje s novim osobnama, tako piše Augustu Mackeu:".. Kad pomiješaš crveno i žuto, dobiješ narančasto. Primješao si pasivnoj ženskoj žutoj boji putenu snagu crvene pa se hladna plava boja neminovno nađe pored narančaste u privlačnosti koja između ovih dviju boja, koje se vole, postoji.
Po svojim novim teorijama je Marc "komponirao" boje u sljedećim slikama. 
Marcovi poznati "Plavi konji" su utjelovljenje muškog principa: snaga, oporost, umnost, u njima se prepoznaje romantično nastrojenje umjetnika. 
Nakon boravka u Parizu i Kölnu 1912. se Marc vraća kući u Kochel am See pun novih impulsa. Impresioniran orfističkim slikama Delaunaya te djelima futurističkih umjetnika nastala je slika "Stallungen" (Štale) 1913. kao sinteza ovih utjecaja. Jednostavne, monokromne površine je izmijenila komplicirana konstrukcija bojanih površina. Motiv je prizmatički raščlanjen ravnim, dijagonalnim i okruglim linijama.
Na takav način naslikana tijela konja imala su dinamičnu višestranost prizmatički fragmentiranih oblika koja je njegovim bojama dala neočekivanu transparentnost. 
Prvotno je iz svojih slika isključio čovjeka kao "nečisto" biće. Od 1913. je u njegovim djelima sve vidljiviji poremećeni odnos prema životinjama, one su u njegovim očima sve "nečistije", priroda sve ružnija i njegove slike instiktivno sve abstraktnije i šematičnije.
U slikama "Stallungen", "Der Mandrill", und "Träumendes Pferd" se idilična, naturalistička slika životinje lomi i prikazuje komplicirani simultanizam novih nazora. Logična konsekvencija je bespredmetno slikarstvo oslobođeno svih naturalističkih elemenata. Ovu je metamorfozu Marc doživio krajem 1913. i početkom 1914. šta je u njegovim slikama vidljivo. 
Kratko prije rata 1914. naslikao je 4 slike koje treba vidjeti kao cjelinu: "Heitere Formen", "Spielenden Formen", "Kämpfende Formen", i "Zerbrochene Formen". Već u njihovim nazivima je sadržana nova sloboda stvaranja. Ovim slikama profetizira rat, u slici "Kämpfende Formen" je krajolik skoro neprimjetan, slikom dominiraju dvije velike sile u crnoj i crvenoj boji koje se dinamično kovitlaju i isprepleću te dijele sliku dijagonalno u svijetlu i tamnu zonu. 
Posljednja slika umjetnika je bila "Rehe im Walde II", izuzetno abstraktno i reducirano pokazuje tri srne na proplanku.

## Slike
- 1902.: Moorhütten im Dachauer Moos, ulje na platnu, Franz Marc Museum, Kochel
- 1904.: Indersdorf, ulje na platnu, Städtische Galerie im Lenbachhaus, München
- 1905.: Der tote Spatz, ulje na platnu, u privatnom vlasništvu
- 1905.: Kleine Pferdestudie II, ulje na platnu, Franz Marc Museum, Kochel
- 1906.: Zwei Frauen am Berg, ulje na platnu, Franz Marc Museum, Kochel
- 1906.: Sitzende Bäuerin mit Huhn im Schoß, kreda u boji, Schloßmuseum Murnau
- 1907.: Elefant, kreda, Hamburger Kunsthalle, Hamburg
- 1907.: Frau im Wind am Meer, ulje na kartonu, Franz Marc Museum, Kochel
- 1908.: Lärchenbäumchen, ulje na platnu, Museum Ludwig, Köln
- 1908.: Springender Hund, ulje na platnu, Städtische Galerie im Lenbachhaus. München
- 1909.: Kleines Pferdebild, ulje na platnu, Franz Marc Museum, Kochel
- 1909.: Rehe in der Dämmerung, ulje na platnu, Städtische Galerie im Lenbachhaus, München
- 1909./10: Katzen auf rotem Tuch, ulje na platnu, u privatnom vlasništvu
- 1910.: Pferd in der Landschaft, ulje na platnu, Museum Folkwang, Essen
- 1910.: Akt mit Katze, ulje na platnu, Städtische Galerie im Lenbachhaus, München
- 1910.: Weidende Pferde I, ulje na platnu, Städtische Galerie im Lenbachhaus, München
- 1910.: Rote Rehe I, ulje na platnu, u privatnom vlasništvu
- 1911.: Die kleinen blauen Pferde, ulje na platnu, Staatsgalerie, Stuttgart,
- 1911.: Der Stier, ulje na platnu, Solomon R. Guggenheim Museum, New York
- 1911.: Blaues Pferd I, ulje na platnu, Städtische Galerie im Lenbachhaus, München
- 1911.: Liegender Hund im Schnee, ulje na platnu, Städelsches Kunstinstitut, Frankfurt am Main
- 1911.: Die großen blauen Pferde, ulje na platnu, Walker Art Center, Minneapolis / Minnesota
- 1911.: Die kleinen blauen Pferde, ulje na platnu, Staatsgalerie Stuttgart, Stuttgart
- 1911.: Rehe im Schnee, ulje na platnu, Städtische Galerie im Lenbachhaus, München
- 1911.: Bildnis Henri Rousseau, slika na staklu, Städtische Galerie im Lenbachhaus, München
- 1911.: Die gelbe Kuh, ulje na platnu, Muzej Solomon R. Guggenheim, New York
- 1911.: Hocken im Schnee, ulje na platnu, Franz Marc Museum, Kochel
- 1912.: Kleine gelbe Pferde, ulje na platnu, Staatsgalerie Stuttgart, Stuttgart
- 1912.: Der Tiger, ulje na platnu, Städtische Galerie im Lenbachhaus, München
- 1912.: Zwei Katzen, blau und gelb, ulje na platnu, Kunstmuseum Basel, Basel
- 1912.: Im Regen, ulje na platnu, Städtische Galerie im Lenbachhaus, München
- 1912.: Rote Rehe II, ulje na platnu, Pinakothek der Moderne, München
- 1912.: Schweine, ulje na platnu, u privatnom vlasništvu
- 1912.: Schafe, ulje na platnu, Saarlandmuseum, Saarbrücken
- 1912.: Das Äffchen, ulje na platnu, Städtische Galerie im Lenbachhaus, München
- 1912.: Reh im Klostergarten, ulje na platnu, Städtische Galerie im Lenbachhaus, München
- 1912.: Im Regen, 1912. ulje na platnu, Städtische Galerie im Lenbachhaus
- 1912.: Das blaue Pferdchen, ulje na platnu, Saarlandmuseum, Saarbrücken
- 1913.: Die verzauberte Mühle, ulje na platnu, Art Institute of Chicago, Chicago
- 1913.: Tierschicksale, ulje na platnu, Kunstmuseum Basel, Basel
- 1913.: Füchse, ulje na platnu,  Museum Kunstpalast, Düsseldorf
- 1913.: Der Mandrill, ulje na platnu, Pinakothek der Moderne, München
- 1913.: Drei Katzen, ulje na platnu, Kunstsammlung Nordrhein-Westfalen, Düsseldorf
- 1913.: Bild mit Rindern, ulje na platnu, Pinakothek der Moderne, München
- 1913.: Schlafendes Pferd, vodena boja i tinta na papiru
- 1913.: Rehe im Wald I, ulje na platnu, Phillips Collection, Washington
- 1913.: Der Turm der blauen Pferde, ulje na platnu, nestala 1945.
- 1913.: Die blauen Fohlen, ulje na platnu, Kunsthalle, Emden
- 1913.: Kleine Komposition I, ulje na platnu, u privatnom vlasništvu
- 1914.: Landschaft mit Haus, Hund und Rind, ulje na platnu, u privatnom vlasništvu
- 1914.: Heitere Formen, ulje na platnu, uništena u ratu
- 1914.: Spielende Formen, ulje na platnu, u privatnom vlasništvu
- 1914.: Kämpfende Formen, ulje na platnu, Pinakothek der Moderne, München
- 1914.: Zerbrochene Formen, ulje na platnu, Solomon R. Guggenheim Museum, New York
- 1914.: Kleine Komposition II, ulje na platnu, Sprengel Museum, Hannover
- 1914.: Kleine Komposition III, ulje na platnu, Osthaus Museum, Hagen
- 1914.: Kleine Komposition IV, Franz Marc Museum, Kochel
- 1914.: Tirol, ulje na platnu, Pinakothek der Moderne, München
- 1914.: Rehe im Walde II, ulje na platnu, Staatliche Kunsthalle, Karlsruhe

## Skulpture
- 1908.: Der Panther, bronca, Städtische Galerie im Lenbachhaus, München
- 1908.: Pferd, bronca, Sammlung Franz Marc Stiftung
- 1908./09: Zwei Pferde, bronca, Moritzburg (Halle), Stiftung Moritzburg

## Grafike
- 1911./12: Ruhende Pferde, drvorez, Albertina (Wien), Wien
- 1912.: Versöhnung, drvorez
- 1912.: Schlafende Hirtin, drvorez, British Museum, London
- 1913.: Geburt der Pferde, drvorez, Staatlich Graphische Sammlung, München
- 1913.: Geburt der Wölfe, drvorez, Stiftung Moritzburg Kunstmuseum des Landes Sachsen-Anhalt, Sammlung Kracht
- 1914.: Schöpfungsgeschichte I (Der Pavian), drvorez, Stiftung Moritzburg Kunstmuseum des Landes Sachsen-Anhalt, Sammlung Kracht
- 1914.: Schöpfungsgeschichte II, drvorez, Stiftung Moritzburg Kunstmuseum des Landes Sachsen-Anhalt, Sammlung Kracht

## Vanjske poveznice
- Der Blaue Reiter, Lenbachhaus  Arhivirana inačica izvorne stranice od 7. veljače 2015. (Wayback Machine)
- Franz Marc Museum
- Galerija radova F.Marca
- August Macke i Franz Marc  Arhivirana inačica izvorne stranice od 7. veljače 2015. (Wayback Machine)